# 天津时调
天津时调是清朝末年在天津出现的一种曲艺，起源于各地的民歌。由于天津当时是水陆码头，五方杂处，各地人都有，天津时调吸收了各种民歌曲调。后来逐渐发展成型，先是在妓院中流行，由妓女演唱，最后开始登台演出，由女演员演唱。
天津时调包括慢板和数板，慢板是主要唱腔，字少，唱腔婉转曲折，激越豪放，适合抒情。数板半说半唱，主要用于叙事和交代故事情节。一般开始用慢板唱，然后插入数板，再接唱慢板。音域较宽，伴奏乐器用三弦和四胡，后来增加了笙和琵琶等。傳統唱腔为天津口音。现代有一些近似天津時調形式表演以普通话演出。